# ون نايت أونلي
ون نايت أونلي (بالإنجليزية: One Night Only)‏ ومعناها ليلة واحدة فقط وهي فرقة غناء روك إنكليزية بريطانية، من هيلمسلي في نورث يوركشاير في المملكة المتحدة وتشكلت هذه الفرقة في سنة 2003 من أشهر اغانيها Say you dont want it في سنة 2010.

## روابط خارجية
- ون نايت أونلي على موقع ميوزك برينز (الإنجليزية)
- ون نايت أونلي على موقع أول ميوزيك (الإنجليزية)
- ون نايت أونلي على موقع ديسكوغز (الإنجليزية)